# Coat of Many Colors
Albums de Dolly Parton
Joshua
(1971) Touch Your Woman
(1972)
Singles
Coat of Many Colors est un album de Dolly Parton sorti en 1971. Il se classe à la quatrième place de l'U.S. country singles charts.
En 2003, l'album est classé 229e dans la liste des 500 plus grands albums de tous les temps du magazine Rolling Stone. Il a aussi fait partie des 100 meilleurs albums cités en 2006 par Time Magazine et est cité dans le livre 1001 Albums You Must Hear Before You Die paru en 2006.

## Pistes
| No  | Titre                                                   | Auteur         | Durée |
| --- | ------------------------------------------------------- | -------------- | ----- |
| 1.  | Coat of Many Colors (avril 1971)                        | Parton         | 3:04  |
| 2.  | Traveling Man (16 avril 1971)                           | Parton         | 2:40  |
| 3.  | My Blue Tears (avril 1971)                              | Parton         | 2:16  |
| 4.  | If I Lose My Mind (avril 1971)                          | Porter Wagoner | 2:29  |
| 5.  | The Mystery of the Mystery (avril 1971)                 | Wagoner        | 2:28  |
| 6.  | She Never Met a Man (She Didn't Like) (30 octobre 1969) | Parton         | 2:41  |
| 7.  | Early Morning Breeze (26 janvier 1971)                  | Parton         | 2:54  |
| 8.  | The Way I See You (avril 1971)                          | Wagoner        | 2:46  |
| 9.  | Here I Am (avril 1971)                                  | Parton         | 3:19  |
| 10. | A Better Place to Live (30 octobre 1969)                | Parton         | 2:39  |

## Personnel
- Dolly Parton – voix, guitare
- Billy Sanford – guitare
- Dave Kirby – guitare
- Jerry Shook – guitare
- George McCormick – guitare
- Pete Drake – pedal steel guitare
- Bobby Dyson – basse
- Jerry Carrigan – percussions
- Buck Trent – banjo
- Mack Magaha – fiddle
- Johnny Gimble – fiddle
- Buddy Spicher – fiddle
- Hargus "Pig" Robbins – piano
- David Briggs – piano
- Chœurs – The Nashville Edition